# 김두종 (의학자)
김두종(金斗鍾, 1896년 3월 2일~1988년 7월 18일)은 일제강점기 시대에서부터 활약한 대한민국의 의학자 겸 고전 의학서 인쇄 서지역사학자이고 대학 교수 겸 의학 교육인이다. 주요 저서로 서지사학 저술집인 《한국고인쇄기술사(韓國古印刷技術史)》가 있다.

## 이력

### 본관과 아호, 그리고 출생
본관(관향)은 김해(金海)이고 경상도 함안 출생이며 아호(雅號)는 일산(一山)이다.

### 학력
- 경성 휘문고등보통학교 졸업
- 경성의학전문학교 의예과 1년 중퇴 (1916년)
- 일본 교토 의학전문학교 의학사 (내과 전공 - 1924년)
- 만주국 랴오둥 성 펑톈 만저우 의과대학교 의과대학원 의학석사 (1941년)
- 만주국 랴오둥 성 펑톈 만저우 의과대학교 의과대학원 의학박사 (1945년)

#### 비학위 수료
- 미국 존스 홉킨즈 대학교 의학사연구소 의학역사연구과정 수료 (1958년)

#### 명예 박사 학위
- 미국 존스 홉킨즈 대학교 명예 철학박사 (1958년)

### 업적
1949년에서부터 1952년까지 대한민국 육군 군의무장교 복무하여 1952년 대한민국 육군 중령 예편한 그는 서울대학교 부속 병원 원장과 대한적십자사 부총재를 거쳐 대한의학협회 회장을 지내기도 하였고 그의 업적 가운데서 으뜸은 대한민국(大韓民國)의 고려(高麗) 및 조선(朝鮮) 시대 고전 고서(古典 古書) 간행 연도 및 연대와 고전 고서 판본 서체의 인쇄 형태 및 글자 체형 등과 고전 서책에 붙어 있는 순서 등을 연구함으로써 《한국고인쇄기술사(韓國古印刷技術史)》를 펴낸 업적이 서지학 발전에 상당히 큰 공헌을 남긴 위업이라 할 수 있다.

### 이외 이력
- 한국독립당 고문 겸 당무위원(1966년 3월 ~ 1966년 8월)

## 기타 비고 사항
그는 1948년 대한민국 정부 수립 이후 서울대 의과대학 교수 등을 지내며 당시 자신처럼 서울대 의과대학 교수였던 동호 윤일선, 서울대 문리과대학 교수였던 일석 이희승, 두계 이병도, 서울대 법과대학 초빙교수였던 애산 이인 등과는 교우 관계를 지내었으며 그 후 발전하여 대한민국 학술원 원우 관계를 맺었다.

## 저서

### 의학역사서 저술
- 《한국고인쇄기술사(韓國古印刷技術史)》